# Aedes vexans
Aedes vexans là một loài muỗi truyền bệnh Dirofilaria immitis (gium chỉ ở chó); Myxomatosis; và virus tahyna. Aedes vexans